# Echenais charessa
Echenais charessa är en fjärilsart som beskrevs av Hans Ferdinand Emil Julius Stichel 1901. Echenais charessa ingår i släktet Echenais och familjen Riodinidae. Inga underarter finns listade i Catalogue of Life.